# ジェイ・オブライエン
ジェイ・ジェームス・オブライエン (Jay James O'Brien、1883年2月22日 - 1940年4月5日) は1920年代終わりから30年代始めに活躍したアメリカのボブスレー選手。 1932年のレークプラシッドオリンピックの男子4人乗りで金メダル、1928年のサンモリッツオリンピックの男子5人乗りで銀メダルを獲得した。
レークプラシッドオリンピックの時はアメリカオリンピックボブスレー委員会の委員長を務めていた。1940年に心筋梗塞のため亡くなった。